# 초록덤불다람쥐
초록덤불다람쥐(Paraxerus poensis)는 다람쥐과에 속하는 설치류의 일종이다.

## 분포
베넹과 카메룬, 콩고, 콩고민주공화국, 코트디부아르, 적도기니, 가봉, 가나, 기니, 라이베리아, 나이지리아, 시에라리온에서 발견할 수 있다.

## 서식지
자연 서식지는 아열대 또는 열대 기후 지역의 습유 저지대 숲과 플랜테이션이다.